# Grado de curvatura

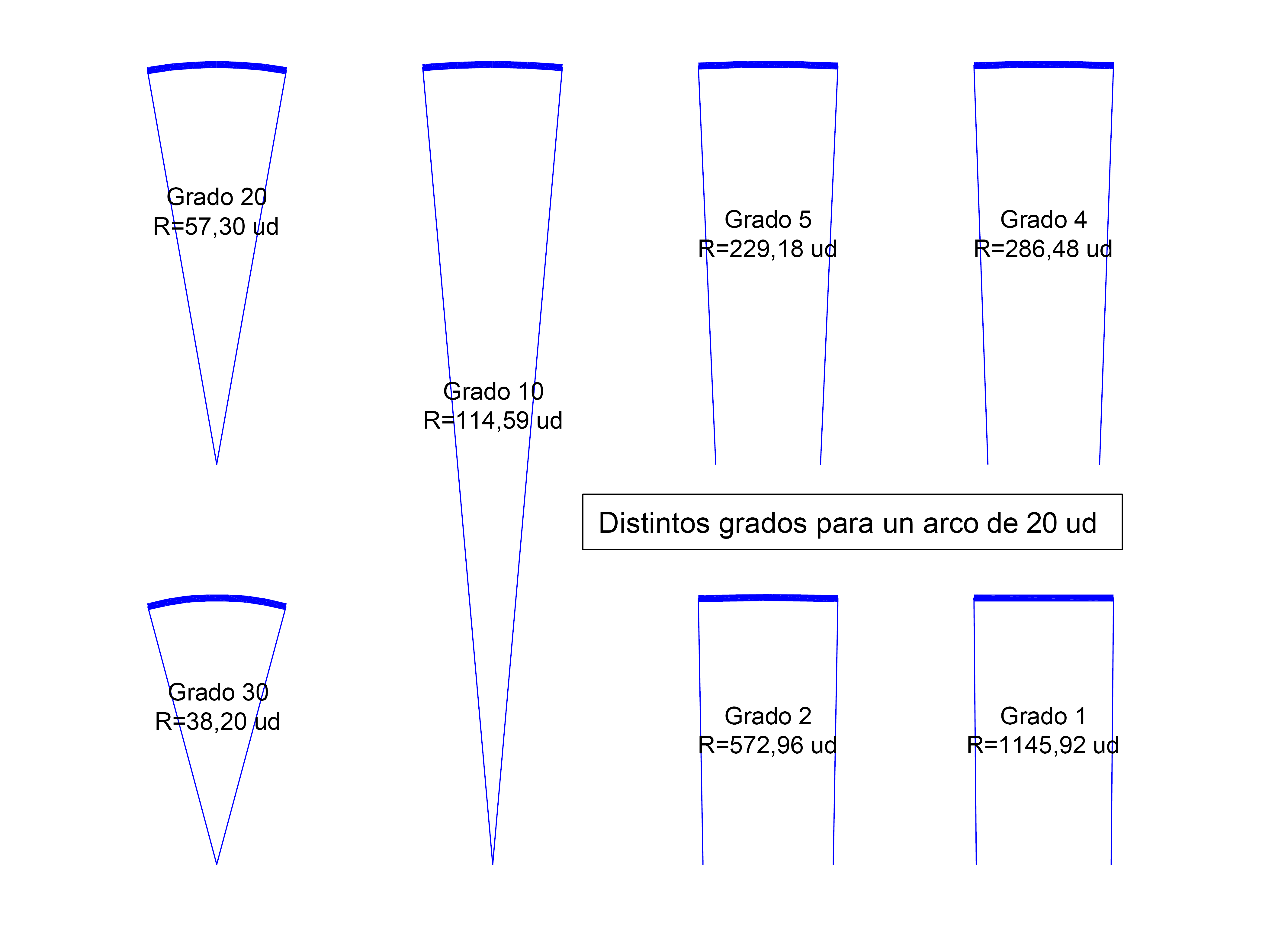
Aspecto de una serie de arcos de longitud dada para distintos grados de curvatura. En este caso, la longitud del arco (que sirve para calcular los radios asociados) es de 20 unidades

El grado de curvatura (o también el grado de una curva) es una medida de la curvatura de un arco circular, utilizada en ingeniería civil para facilitar el replanteo topográfico de una curva circular cuyas coordenadas se han calculado previamente. 

## Definición
El grado de una curva se define como el ángulo central correspondiente a los extremos de un arco o cuerda de longitud predeterminada. Esta longitud varía en función del área práctica en la que se esté trabajando. Este ángulo también representa el cambio de orientación que se produce a medida que se recorre hacia adelante la longitud de arco correspondiente sobre la curva.
En trabajos de topografía de obras lineales (especialmente en Estados Unidos), es habitual considerar una longitud de arco de 100 unidades, de forma que: 
{\displaystyle D_{C}={\frac {(A{\frac {180}{\pi }})}{r}}={\frac {(100{\frac {180}{\pi }})}{r}}=5729.58/r}
En consecuencia, en este caso la expresión es específica para un valor de arco de cien unidades, es decir, {\displaystyle A=100}.
También es importante recordar que si {\displaystyle D_{C}} va a utilizarse como entrada de otra fórmula, deben tenerse en cuenta las unidades que se están especificando para su cálculo (véase por ejemplo resistencia en curva (ferrocarril), donde el radio que permite determinar correctamente {\displaystyle D_{C}} debe expresarse en pies).

## Uso
El radio de curvatura permite determinar con qué intensidad gira un eje que se está replanteando en relación con la longitud del arco que se recorre. Cuando se quiere trazar topográficamente sobre el terreno el arco de una curva circular de radio relativamente pequeño (generalmente, por debajo de unos 250 m), casi siempre es posible localizar el centro del círculo y utilizarlo para obtener los puntos de la curva. Pero si el radio es más grande (por ejemplo, superior a un kilómetro), el centro queda muy lejos de los puntos de la curva, y el grado de curvatura es una medida más práctica para diseñar y situar localmente los puntos de una curva en trabajos a gran escala, como los habituales en el trazado de carreteras y de ferrocarriles. Mediante este método, los puntos de una curva circular regularmente espaciados se pueden materializar fácilmente con la ayuda de un teodolito y de una cadena, cinta o cuerda de una longitud predeterminada. 
En una curva de n grados, su tangente (al igual que su radio) gira n grados al recorrer una longitud estándar de arco o de cuerda. La distancia habitual entre puntos consecutivos de replanteo de las obras viales en Europa es de 20 metros (en América del Norte es de 100 pies), lo que se hace extensivo a la longitud del arco entre puntos consecutivos cuando se traza una curva circular. Tradicionalmente también se utilizaron longitudes fijas de cuerda, tanto en ferrocarriles como en carreteras. También se usan otras longitudes, como 30 m o 100 m, o longitudes más corta para curvas más cerradas. Cuando el grado de curvatura se basa en 100 unidades de longitud de arco, la conversión entre el grado de curvatura y el radio es Dr = 18000/π ≈ 5729.57795, donde D es grado y r es el radio. 
Como ejemplo, una curva con una longitud de arco de 600 unidades que tiene un barrido total de 6 grados es una curva de 1 grado: por cada 100 unidades de arco, el rumbo cambia en 1 grado. El radio de tal curva es 5729,57795 unidades. Si se utiliza la cuerda en lugar del arco en la definición, cada cuerda de 100 unidades de longitud barrerá 1 grado con un radio de 5729,651 unidades, y la cuerda de toda la curva será ligeramente más corta que 600 unidades. 
Dado que las rutas ferroviarias tienen radios muy grandes, tradicionalmente se utilizaba el sistema de longitud de cuerda, ya que la diferencia con respecto a utilizar el arco es muy pequeña, lo que facilitaba el trabajo de campo antes de que se generalizara el uso de calculadoras electrónicas. 
Cada uno de los puntos separado 20 m del anterior (100 pies habitualmente en los países que utilizan unidades anglosajonas) se denomina una estación, y se usa para definir la longitud a lo largo de una obra lineal, como un ferrocarril o una carretera.  La notación habitual es halar de "PK" (punto kilométrico), indicando los kilómetros separados de los metros separados por un signo "+" (por ejemplo, el PK 3+220, sirve para indicar un punto de una obra lineal que se encuentra a 3 km y 220 m del origen arbitrario de la infraestructura).

## Fórmulas para determinar el radio de curvatura
El grado de curvatura se puede convertir en radio de curvatura mediante las siguientes fórmulas: 

Diagrama que muestra diferentes partes de la curva utilizadas en las fórmulas

### Fórmula según la longitud del arco
{\displaystyle r={\frac {180A}{\pi D_{C}}}}
donde {\displaystyle A} es la longitud del arco, {\displaystyle r} es el radio de curvatura y {\displaystyle D_{C}} es el grado de curvatura 

### Fórmula según la longitud de la cuerda
{\displaystyle r={\frac {C}{2\sin \left({\frac {D_{C}}{2}}\right)}}}
dónde {\displaystyle C} es la longitud de la cuerda, {\displaystyle r} es el radio de curvatura y {\displaystyle D_{C}} es el grado de curvatura

## Fórmula para determinar el grado de curvatura
{\displaystyle D_{C}=5729.58/r}
donde {\displaystyle D_{C}} es grado de curvatura expresado en grados sexagesimales por unidad de longitud, y {\displaystyle r} es el radio de la curva en la misma unidad.